# Volcano (álbum de Satyricon)
Volcano es un álbum de estudio de la banda noruega de black metal Satyricon. Este álbum es una de sus grabaciones más exitosas, consiguiendo premios tan importantes como el premio Spellemann al "Mejor álbum de metal", o el premio Alarm por "Fuel For Hatred" en la categoría de "Canción del año", y "Álbum de metal del año". Un vídeo fue dirigido por Jonas Åkerlund para el sencillo "Fuel for Hatred".

## Lista de canciones
1. "With Ravenous Hunger" – 6:40
2. "Angstridden" – 6:23
3. "Fuel for Hatred" – 3:53
4. "Suffering the Tyrants" – 5:08
5. "Possessed" – 5:21
6. "Repined Bastard Nation" – 5:44
7. "Mental Mercury" – 6:53
8. "Black Lava" – 14:29
9. "Live Through Me" – 4:47 (LP-Bonus track 1)
10. "Existential Fear-questions" – 5:34 (LP-Bonus track 2)

## Créditos
- Satyr - Guitarra, bajo, voz
- Frost - Batería
- Anja Garbarek - Voz
- Erik Ljunggren - Sintetizador

## Posiciones en las listas
| Año  | Álbum   | Lista                               | Posición |
| ---- | ------- | ----------------------------------- | -------- |
| 2002 | Volcano | Lista oficial de álbumes en Noruega | No. 4    |